# Rathaus (Frickenhausen am Main)

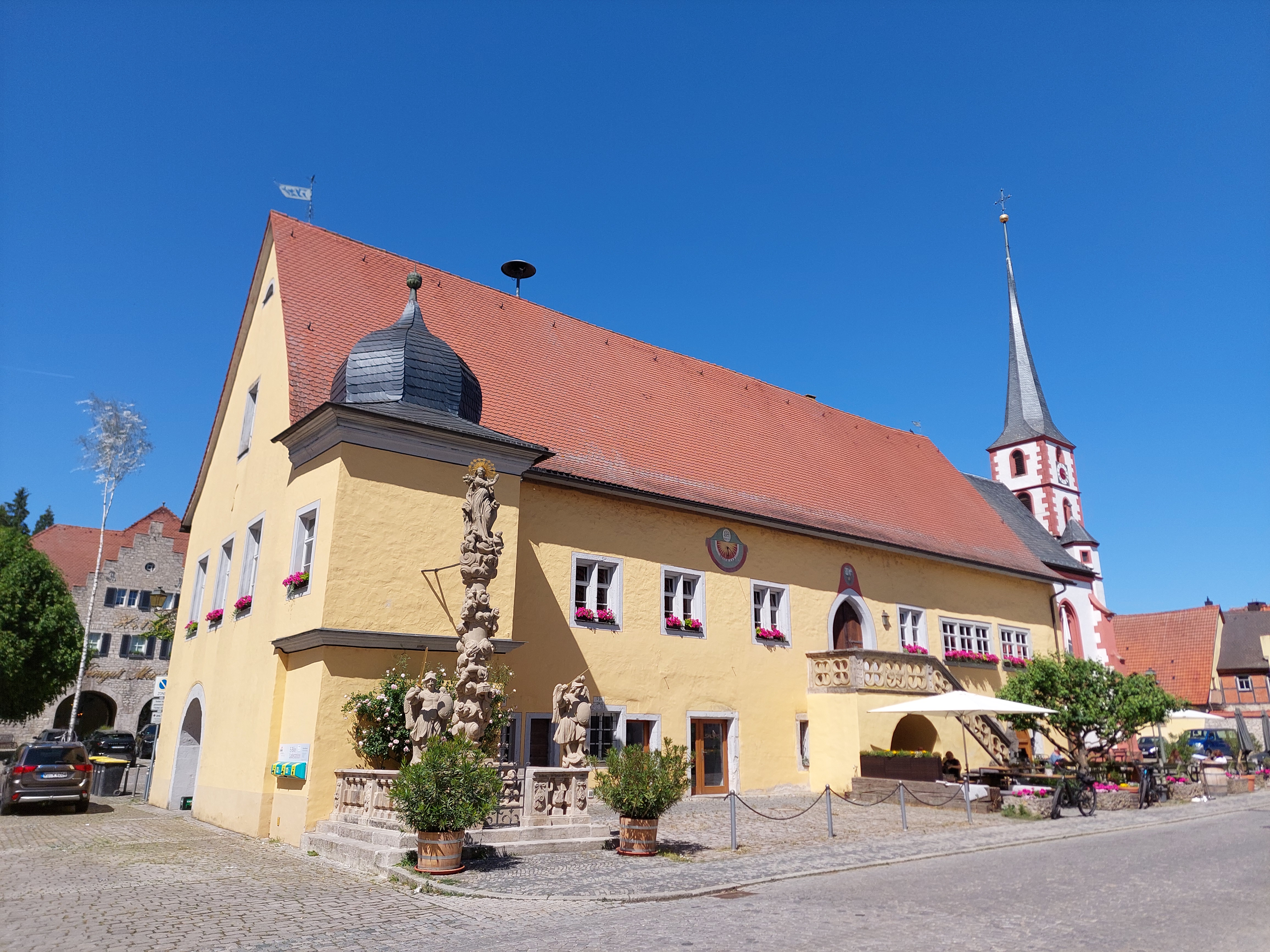
Rathaus in Frickenhausen am Main

Das Rathaus an der Hauptstraße 13 in Frickenhausen am Main, einer Marktgemeinde im unterfränkischen Landkreis Würzburg in Bayern, wurde ursprünglich Ende des 15. Jahrhunderts errichtet und ist ein geschütztes Baudenkmal.
Der zweigeschossige, verputzte Massivbau mit Satteldach wurde im Kern um 1480 errichtet und im Wesentlichen in der zweiten Hälfte des 16. Jahrhunderts verändert. Es wurde dabei der südwestliche Erker mit Zwiebelhaube hinzugefügt. Das Maßwerkgeländer der Freitreppe wurde erneuert.